# Kedurus
Kedurus is een bestuurslaag in het regentschap Surabaya van de provincie Oost-Java, Indonesië. Kedurus telt 25.549 inwoners (volkstelling 2010).